# Нагірний район (Харків)
Нагі́рний райо́н — історичний район міста Харків, розташований у центральній частині міста. Забудова, здебільшого — будинки XIX — початку XX століття.

## Історія забудови

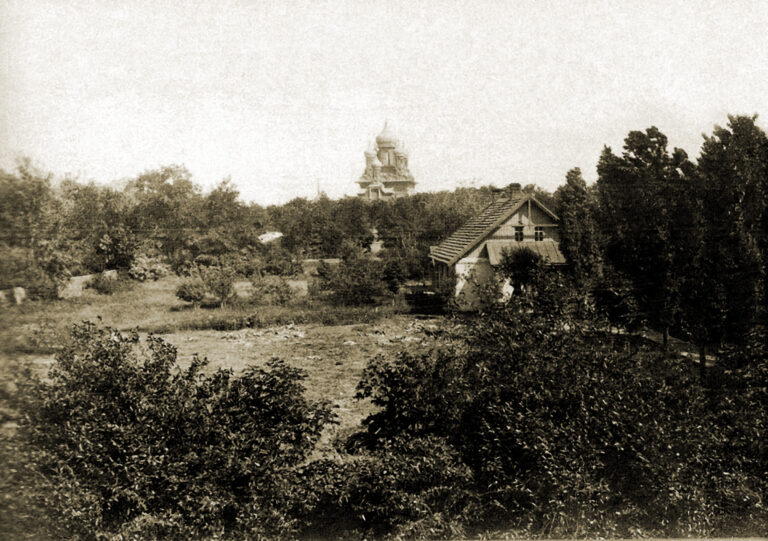
Місце, де буде прокладено вулицю Гіршмана. Початок ХХ століття. Вдалині — Каплунівська церква

Формування району й активна його забудова почалися у середині XIX століття, після знесення міських валів, паралельних сучасній вулиці Скрипника. Це дало новий поштовх забудові Сумської вулиці: у 1860-х роках була забудована її права сторона. Також був зведений Ветеринарний інститут, інститут шляхетних дівчат, а між ними у 1805 році розбито Університетський сад. Почали формуватися квартали, продовжуватися вулиці: Німецька, Чернишевська, утворюватися нові, паралельні їм: Мало-Сумська, Старокладовищенська, а також перпендикулярні: Старокладовищенський і Сорокинський провулки, Ветеринарна, Кроянська, Шматьковська вулиці. У 1890-х — 1910-х роках ще північніше утворилися нові дороги: Тараса Шевченка і Проєктна вулиці, Пушкінський і Басейний провулки. Вкінці вулиці упиралися у майдан Іподрому та сам іподром. Там же для обслуговування каналізації Нагірного району в 1913 році зведена вежа Шухова. Поштовх у забудові також дало відкриття у 1885 році Харківського технологічного інституту. В його районі, за Німецькою, з'явилися Каплунівська, Бісерівська, Максиміліанівська, Політехнічна, Юмівська вулиці. Ще далі по Німецькій, де з початку ХІХ століття знаходилися міські кладовища: лютерано-католицьке та православне, у 1910-х роках сформувався ще один район — Толкачівка, де розбито декілька вулиць: Толкачівську, Лермонтовську, Чайковську та інші.
Забудова району була переважно приватною та малоповерховою. ЇЇ залишки кінця ХІХ — початку ХХ століття поодиноко збереглися на Сумській, Чернишевській, Багалія, Максиміліанівській та інших вулицях. У 1910-х роках починають з'являтися великі прибуткові будинки, наприклад, відомі: прибутковий будинок Диканського, Масловського, Покровського та інші. Паралельно із цим з'являються державні будівлі й установи, зводиться будівля Губернського земства, Шевченківська пожежна частина, школа Товариства поширення у народі грамотності, Комерційне училище, притулок дворянських дітей-сиріт та для літніх дворян, Єпархіальне училище, очна лікарня Гіршмана, вищі жіночі медичні курси, школа для сліпих, приватна жіноча гімназія Покровських тощо. У 1894—1907 роках були вимощені каменем основні вулиці. Район став одним із центральних, однак залишався спокійнішим за центр.

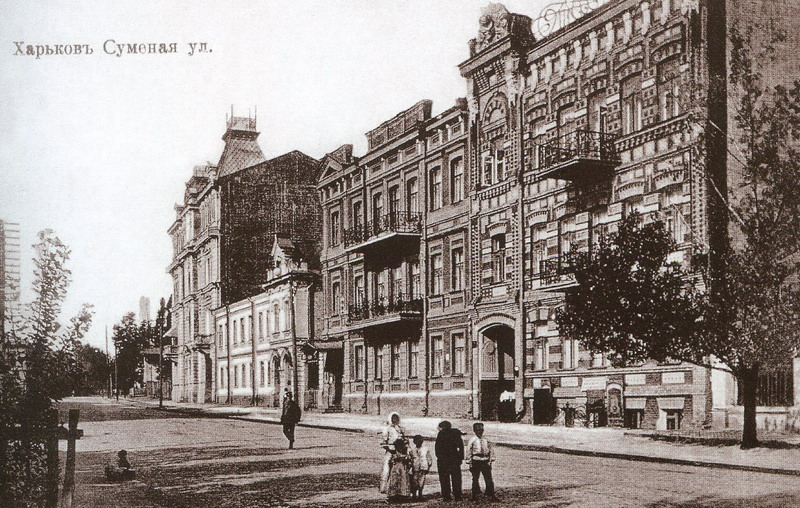
Висотна забудова правої частини Сумської в районі проспекту Незалежності. 1910-ті роки

Довго незабудованою залишалася частина району ліворуч Сумської. Ця земля від Університетського саду на північ до сучасної вулиці Данилевського належала Харківському університету. Лише у 1890-х роках почалася забудова кварталів навколо вулиці Трінклера, було зведено клініки університету (зараз Харківська обласна клінічна лікарня), хірургічний інститут, медичний факультет. У 1900—1902 роках зведено гуртожиток університету, де у 1907 році відкрився природничий музей. Між вулицею Данилевського, Трінклера та Культури з'явився військовий госпіталь. Однак значна частина території залишалася незабудованою. У 1910-х роках з'явився план забудови району житловими кварталами як в інших частинах Нагірного району.

Харківські висотки

Забудова цієї місцевості кардинально змінилася після початку радянської окупації. Харків отримав столичний статус, а старий центральний майдан не відповідав амбіціям радянської влади. У 1924 році Віктор Троценко розробив планування «нового центру». На землі, що належала до революції Харківському університету, було розплановано радіальні та кільцеві вулиці, які стікалися до центрального майдану тоталітарних масштабів. Навколо майдану були зведені відомі представники конструктивізму — Харківські висотки: будинок державної промисловости (1925—1928), де розмістилася Рада народних комісарів УРСР, будинок Проєктів для розміщення проєктно-будівельних організацій УРСР та будинок кооперації, де мали розміститися центральні кооперативи для керівництва сільським господарством УРСР. Окрім цього на майдані звели великий готель «Інтернаціональ», а будівлю Губернського земства реконструювали в будинок рад. Навколо майдану створено район Задержпром'я. На нових радіальних і кільцевих вулицях зведено декілька житлових кварталів з будинками «Червоний тютюнник», «Слово», «Червоний промисловець», «Будинок Спеціалістів», «Червоний друкарник», «Червоний швейник», «Воєнвід» та інші.
Забудовуються території в усьому Нагірному районі: від ХПІ до Сумської, від майдану Іподрому до вулиці Скрипника. З'являються будівля АТС, гуртожиток «Гігант», електротехнічний корпус ХПІ, будинок Держстраху СРСР, великі житлові будинки: «Червоний банківець», «Комунар», будинок працівників заводу імені Малишева, будинок із великих блоків, Толкачівська комуна тощо. Через перенаселення Харкова, у період коли місто було столицею, стара забудова району постраждала від хаотичних надбудов.
Сьогодні в цьому районі збереглося багато пам'яток архітектури кінця ХІХ та початку ХХ століття. Визначним є спадок радянського періоду, коли район масштабно забудовувався.

## Географічне положення
Нагірний район знаходиться у центральній частині міста і вважається однією зі складників історичного центру Харкова.

### Кордони[60][61]
- З півночі кордон проходить від Клочківської вулицею Культури, повертаючи на вулицю Весніна в районі Трінклера та йде далі до Журавлівського узвозу.
- Зі сходу обмежений Журавлівськими схилами попід вулицею Шевченка та річкою Харків, що йде від Журавлівського узвозу до вулиці Дарвіна.
- З півдня район обмежено кордоном зоопарку та саду Шевченка, від Клочківських схилів та каскаду він проходить вулицями Жон Мироносиць та Дарвіна.
- З заходу Нагірний район обмежений Клочківською вулицею та Клочківськими схилами від зоопарку до вулиці Культури.

## Визначні місця

Пам'ятник Тарасові Шевченку

В Нагірному районі зосереджена значна кількість історичних та туристичних місць. Відомим є забудова майдану Свободи та Задержпром'я, де збереглися зразки конструктивістської архітектури 1920-х — 1930-х років, Харківські висотки: Держпром, Дім Проєктів, Дім Кооперації, а також навколишні великі житлові та урядові будівлі. Тут також розташовано будинок «Слово». На території цього району з 2024 року планувалося створення «Міжнародного парку авангарду», а також включення частини будівель до світової спадщини ЮНЕСКО. Поруч розташований Харківський зоопарк та сад імені Тараса Шевченка, заснований у 1805 році. В саду встановлений один із найвідоміших пам'ятників Тарасові Шевченку. Туристичним парком у Нагірному районі також є Молодіжний парк, розбитий на місці цвинтаря. Там збереглися декілька могил, зокрема Марка Кропивницького, Петра Гулака-Артемовського, Сергія Васильківського, встановлені кенотафи Миколи Хвильового та Василя Еллан-Блакитного. На сусідньому кладовищі похований Григорій Квітка-Основ'яненко.
В Нагірному районі збереглася значна частина дореволюційної забудови, яка сьогодні є пам'ятками архітектури. В цьому районі можна подивитися на особняки відомих людей: Бекетова, Алчевських, Синельникова, Багалія тощо. Серед найвідоміших будівель цього району також є «пряниковий будинок» Миколи Сомова, прибутковий будинок Аладьїна, Палац одружень (колишній особняк Олександра Йозефовича), Будинок з химерами, «будинок із чупакаброю», шедевр українського модерну в Харкові — будівля художнього училища.

## Транспортні комунікації
Крізь територію Нагірного району проходять дві лінії Харківського метрополітену: Салтівська й Олексіївська. На території району є п'ять станцій метро — «Ярослава Мудрого» і «Університет» на Салтівській лінії та «Архітектора Бекетова», «Держпром» і «Наукова» на Олексіївській лінії.
Наразі по території Нагірного району проходить лише один маршрут Харківського трамвая: № 12. У різні часи по території району також проходили наступні маршрути: № 2, № 5, № 7, № 11, № 12, № 15 та № 26. У 2009 році трамвайні рейки були повністю зняті з вулиці Григорія Сковороди (тоді — Пушкінська вулиця). У травні 2022 року демонтовано трамвайні колії на вулиці Весніна.
Крізь територію Нагірного району проходять п'ять маршрутів Харківського тролейбуса: № 2, № 18, № 40, № 55 та № 58. У минулому також діяли маршрути № 8 № 16 № 17 та № 38.

## Освіта

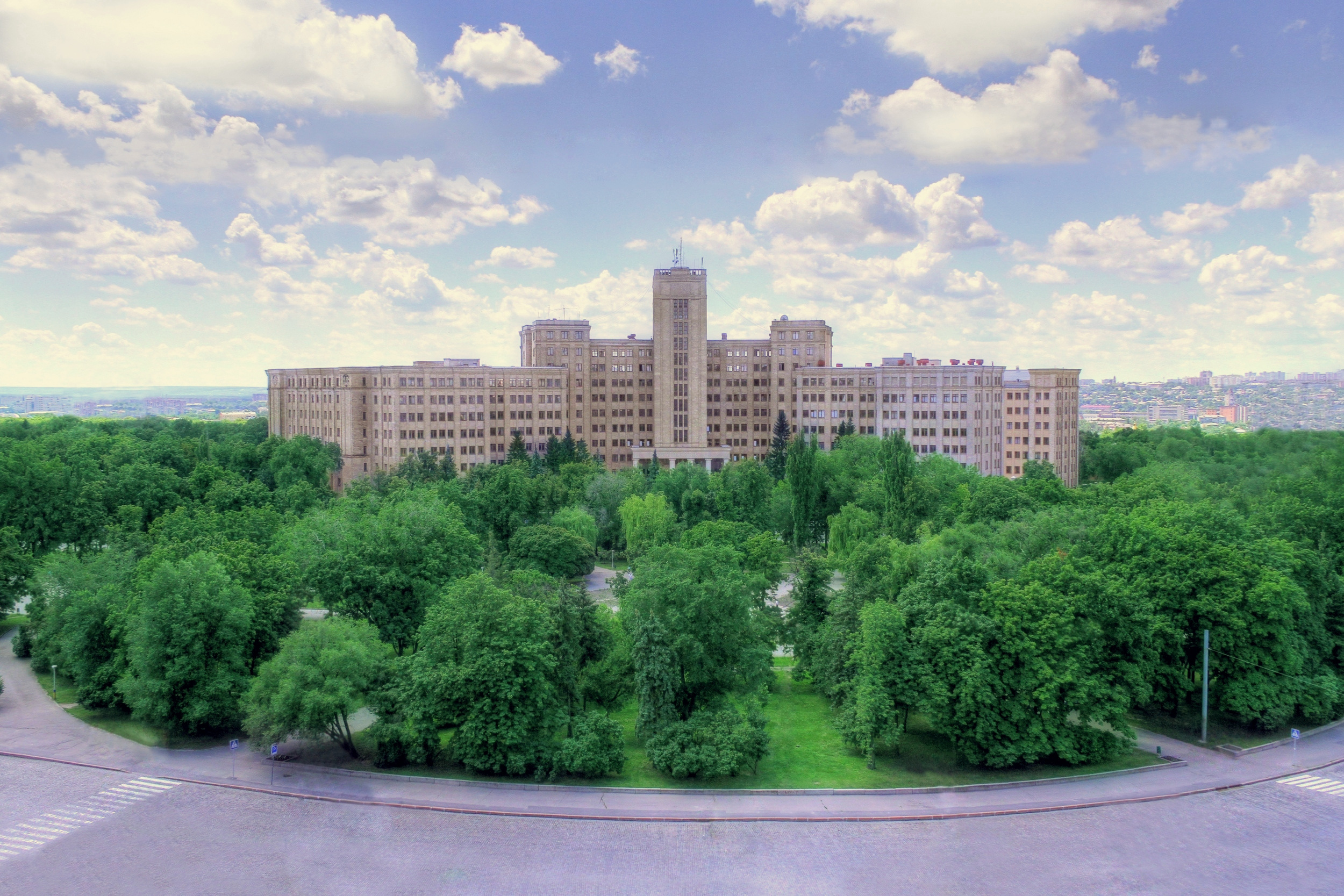
Будівля ХНУ на майдані Свободи

На території Нагірного району Харкова знаходиться велика кількість навчальних закладів, серед них:
- Харківський національний університет імені В. Н. Каразіна
- Національний технічний університет «Харківський політехнічний інститут»
- Національний юридичний університет імені Ярослава Мудрого
- Харківський національний медичний університет
- Харківський національний автомобільно-дорожній університет
- Харківський національний педагогічний університет імені Григорія Сковороди
- Харківський національний університет Повітряних сил імені Івана Кожедуба

## Галерея

Аерофотознімання району в 1942 році
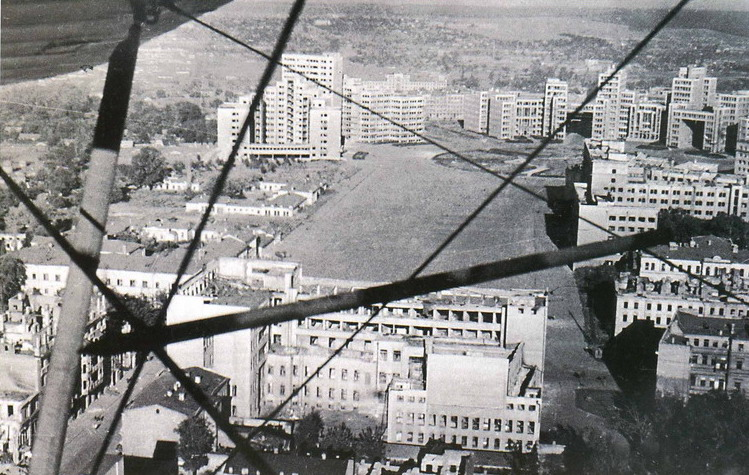
Майдан Свободи у 1943 році
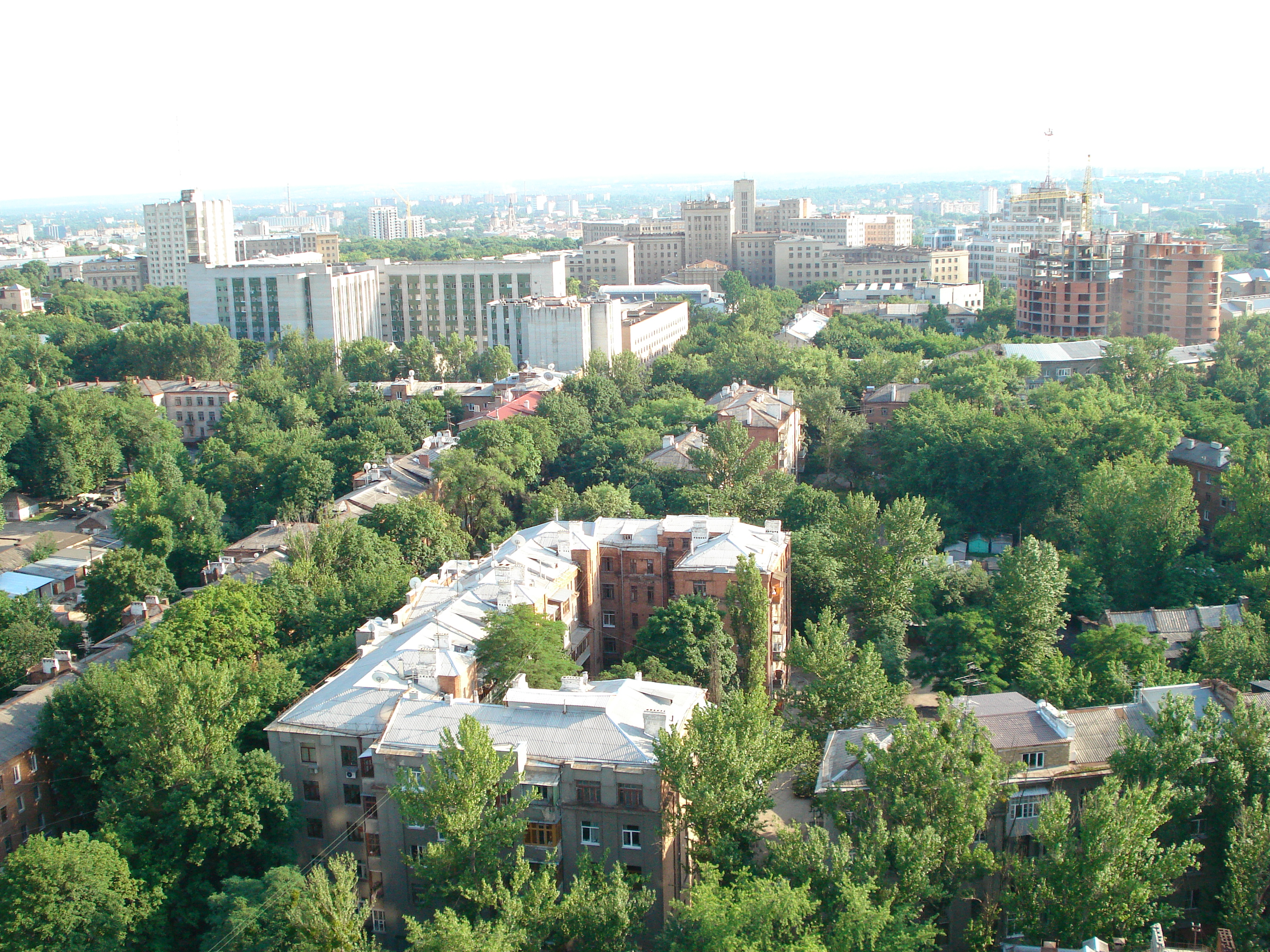
Краєвид на будинок «Слово», обласну лікарню, готель «Харків», університет та Держпром
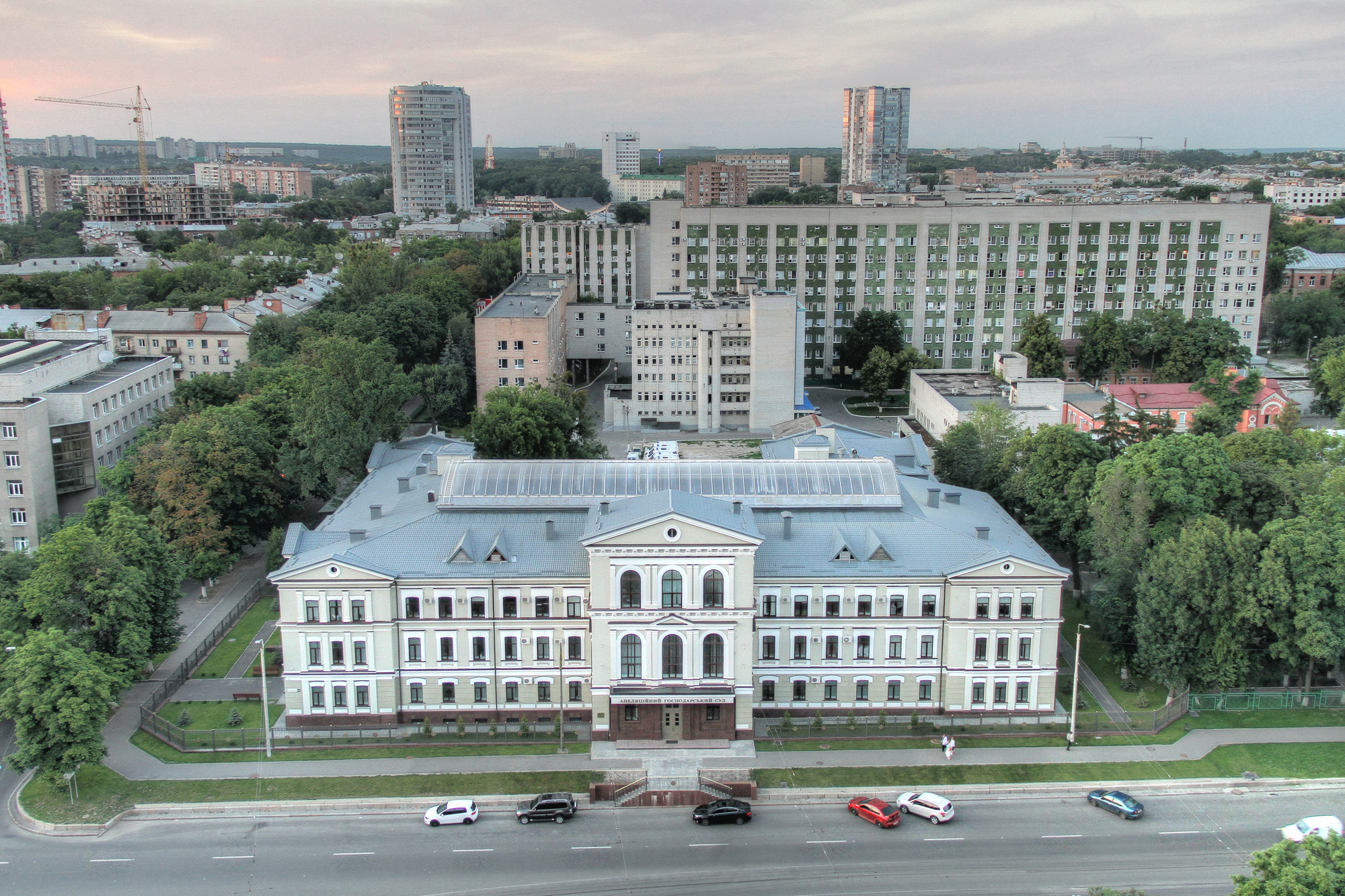
Обласна клінічна лікарня та забудова району
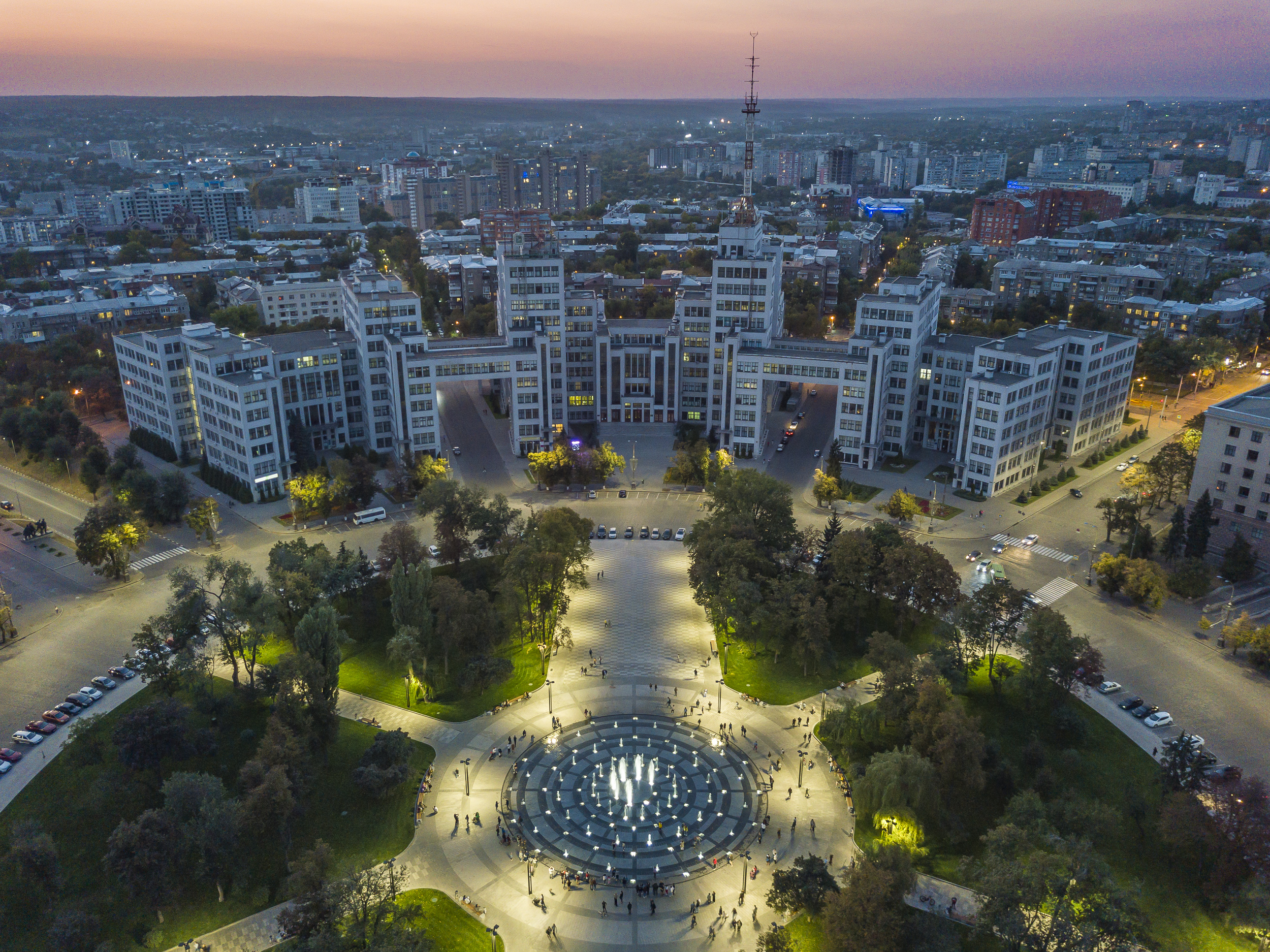
Держпром
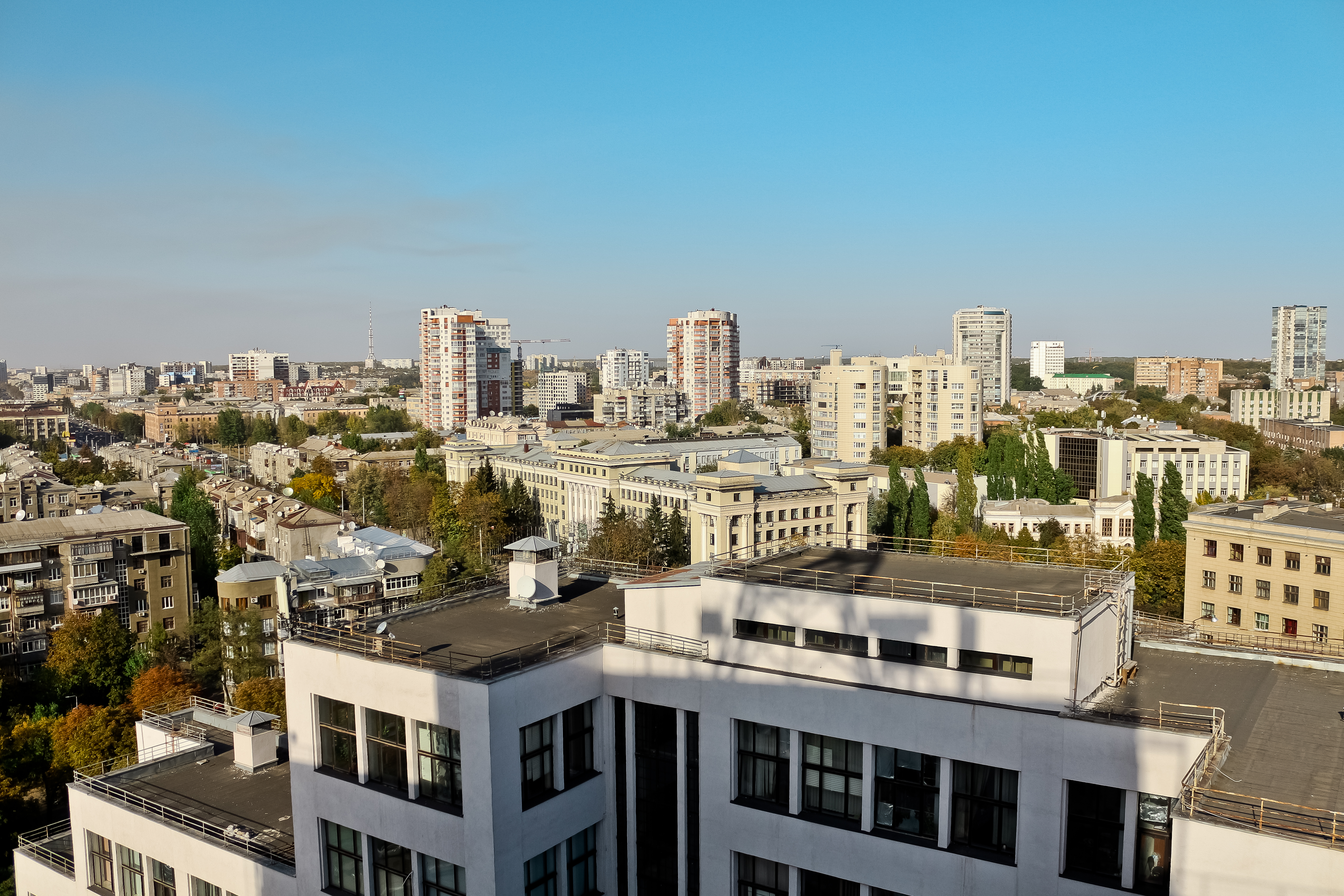
Сучасна забудова частини Задержпром'я